# Henri Collard
Henri Collard (Grivegnée, Lieja, 23 de gener de 1912 - Lieja, 23 de febrer de 1988) va ser un ciclista belga, que competí de manera amateur. Especialista en la pista, va aconseguir una medalla de bronze al Campionat del món de velocitat amateur de 1936, per darrere del neerlandès Arie van Vliet i el francès Pierre Georget.
Va participar en els Jocs Olímpics de Berlín de 1936.

## Palmarès
- 1936
  -  Campió de Bèlgica amateur en Velocitat